# مايكروسوفت لوميا 650
مايكروسوفت لوميا 650 هاتف ذكي من تطوير وتصنيع شركة مايكروسوفت أُصدِر رسميا بتاريخ 15 فبراير 2016، وهو خلف سابقه هاتف مايكروسوفت لوميا 640 الذي استهدف خصيصا رجال الأعمال من خلال المميزات التي أضافتها مايكروسوفت الخاصة بإدارة الأعمال وأمن الإنترنت. الهاتف متوفر في نوعين: أحادي وثنائي الشريحة.

## التوفر
في المملكة المتحدة، هاتف لوميا 650 متوفر بواسطة شركة إي إي للاتصالات، أو 2 وفودافون.
في الولايات المتحدة، متوفر هاتف لوميا 650 بواسطة شركلة كريكت وايرلس.
أما في كندا، تايلاند، ماليزيا، سنغافورة ومناطق من الولايات المتحدة فالهاتف متوفر بشكل مفتوح من خلال متاجر مايكروسوفت ستور.

## تركيب الهاتف
هافت مايكروسوفت لوميا 650 متوفر بشاشة أولد قياس 5 إنش مزودة بشاسة من تصنيع كورنينغ إنكوربوريتد وزجاج غوريلا 3 لتوفير الحماية ومقاومة الدهن. يحمل معالج متعدد اللب من طرف سناب دراقون بقية 1.3 جيغاهرتز، وذاكرة رام بسعة 1 جيغابايت مع ذاكرة بسعة 16 جيغابايت. بطاريته بقوة 2000 أمبير. دقة كامرته الخلفية 8 ميغابكسل مع فلاش، وكامرته الأمامية بدقة 5 ميغابكسل.
وهو متوفر باللونين الأبيض والأسود.

## نظام التشغيل
يشتغل هاتف مايكروسوفت لوميا 650 بنظام ويندوز 10 موبايل بتحديث نوفمبر (ويسمى أيضا بنسخة 1511). في أغسطس 2016، قامت مايكروسوفت بإصدار تحديث له (ويسمى بويندوز 10 موبايل نسخة 1607).

## الاستقبال
تلقى هاتف مايكروسوفت لوميا 650 مراجعات إيجابية عموما، مع تقيمات موجبة حسب تصميم الهاتف، دقة الشاشة وانخفاض ثمنه.

## راوبط خارجية
- الموقع الرسمي للهاتف.
- مميزات الهاتف.